# Lactura cristata
Lactura cristata is een vlinder uit de familie van de Lacturidae. De wetenschappelijke naam van de soort is voor het eerst geldig gepubliceerd in 1886 door Butler.